# Vaubexy
Vaubexy là một xã ở tỉnh Vosges, vùng Grand Est, Pháp. Xã này có diện tích 6,52 kilômét vuông dân số năm 1999 là 122 người. Xã này nằm ở khu vực có độ cao trung bình 305 m trên mực nước biển.

## Hành chính
| Danh sách các xã trưởng                |           |                       |            |         |
| Giai đoạn                              | Giai đoạn | Tên                   | Đảng       | Tư cách |
| tháng 3 2001                           | 2014      | Jean-Claude Noirclère | Écologiste |         |
| Tất cả các dữ liệu trước đây không rõ. |           |                       |            |         |

## Biến động dân số
| 1962                                         | 1968 | 1975 | 1982 | 1990 | 1999 |
| -------------------------------------------- | ---- | ---- | ---- | ---- | ---- |
| 122                                          | 130  | 151  | 142  | 133  | 122  |
| Số liệu từ năm 1962: Dân số không tính trùng |      |      |      |      |      |